# Pantherophis slowinskii
Pantherophis slowinskii là một loài rắn trong họ Rắn nước. Loài này được Burbrink mô tả khoa học đầu tiên năm 2002.